# Histoire de l'agence d'information Havas
L’histoire de l'agence d'information Havas, allant de 1835 à 1944, est le reflet de la croissance du marché des informations à travers le monde, sur lequel l'agence française a conservé une emprise internationale, par le biais d'une diplomatie à l'échelle de la planète.

## Histoire

### Les débuts, comme bureau de traduction
L'histoire de l'agence Havas a commencé sous la forme d'un modeste bureau de traduction de journaux étrangers fondé en 1832 par Charles-Louis Havas, ex-négociant devenu journaliste à la suite de sa faillite personnelle en 1825. En 1835, Havas transforme ce bureau de traduction en Agence Havas, première utilisation de ce mot dans son sens moderne. Rival de la maison Rothschild, Charles-Louis Havas occupe une position stratégique d'informateur relais, depuis la capitale française, au centre de l'Europe. Ses informations et traductions alimentent la spéculation entre Londres et Paris. Sa petite entreprise devient la plaque tournante de l'information, idéalement située à Paris, au cœur du continent, en face de la poste centrale. Avec une grande rapidité, ce bureau Havas établit sa suprématie face à d'autres « offices de correspondance » français, appelés aussi « agencicules » par les historiens. En seulement 25 ans, de 1832 à 1857, tous les concurrents sont éliminés et Havas acquiert une position de monopole.
Selon l’historien Antoine Lefébure, qui a travaillé sur les fonds d'archives de la branche information d'Havas, déposés aux Archives nationales, ainsi que sur des archives entreposées dans d'autres établissements publics, la « branche » information, sur laquelle est venue ensuite se greffer la branche publicité, a bénéficié d'un « traitement de faveur des autorités françaises, dès les années 1830 », grâce aux bonnes relations entretenues par Charles-Louis Havas avec l'administration. Sa marge de manœuvre « dépend de la politique télégraphique de l'État », précise Michaël Palmer, un autre historien. Jusqu'en 1940, elle tirera sa force, selon Antoine Lefébure, d'un statut d'agence « officiellement officieuse », pour ne la perdre que lorsque la mainmise de l'État apparaîtra par trop voyante : subventions en 1931, afin d'assurer le maintien de la présence en Amérique du Sud, puis par la nationalisation de la branche information en 1940. Antoine Lefébure, qui a comparé le développement des sous-branches « publicité financière » et « publicité commerciale », a souligné que, dès les années 1840, la presse quotidienne régionale est traitée en régie : elle réserve des espaces publicitaires à Havas, qui lui fournit également des romans, en paiement partiel des abonnements aux dépêches d'information.

### L'année 1838, décisive pour la formation du monopole
En 1838, « l’agence Delaire-Havas » persuade le ministre de l'Intérieur Camille de Montalivet de relancer la Correspondance ministérielle, destinée à la presse de province. Le 15 avril 1838, elle supplante la Correspondance des journaux ministériels des départements, appelée aussi Correspondance Lejollivet. Celle-ci s'appelait auparavant la Correspondance spéciale pour les feuilles ministérielles des départements. Dirigée par M.Labot, avocat auprès de la Cour d'appel, fondateur de la Sentinelle du Peuple, ses « tartines » d'information bureaucratique apparaissent soudain indigestes et moralisatrices.
Ce nouveau marché apporte un avantage financier considérable à l'entreprise. Delaire reçoit en effet deux subventions, dont une qui varie de 1100 à 1 700 francs, versée tous les trimestres. Au total, sur la période 1840-1841, l'agence Delaire-Havas aurait reçu 200 000 francs de l'État.
Le tandem constitué d'Havas et Delaire devance aussi l'Office correspondance, édité par le duo Lepelletier et Bourgoin, à qui s'était associé entre 1830 et 1834 Jacques Bresson, avant de créer son journal boursier.

### Les pigeons puis le télégraphe
Vers 1840, Havas et Delaire diffusent quatre services : une Correspondance politique destinée aux préfets et aux sous-préfets, une autre pour la presse départementale, et un petit bulletin aux membres du gouvernement, résumant les nouvelles de la veille et de la nuit. Le quatrième, pour les banquiers et hommes d'affaires, est une petite feuille synthétique résumant des extraits de journaux, quelques faits boursiers et la cote des obligations. 
La décennie sera marquée par un bouleversement technologique : le télégraphe électrique. Jusque-là, le coût d'entretien des centaines de pigeons voyageurs de Charles-Louis Havas est réparti entre ses clients, qui reçoivent ainsi en quelques heures des nouvelles des grandes capitales européennes. Pigeons et télégraphe électrique se complètent tout d'abord : un des employés de l'entreprise, Paul Julius Reuters, utilise cette nouvelle combinaison pour créer sa propre entreprise, à Aix-la-Chapelle en 1849, puis à Londres en 1851.
En 1859, Havas, Reuters et l'Agence Continentale allemande concluent les premiers accords dits du « partage du monde » : ils créent un cartel des agences de presse afin de remédier au prix prohibitifs du télégraphe, qui limitent le volume des informations pouvant être diffusée par chacune des agences. Même si les nouvelles viennent de Reuters ou de l'Agence Continentale, elles sont estampillées « Havas » dans les quotidiens français, où une rubrique « télégraphie privée » a fait son apparition en 1853 : l'important est qu'elles arrivent par le télégraphe, c'est-à-dire rapidement. 
Ces premiers accords sont le prélude à une alliance élargie en 1875 aux États-Unis, avec le premier Traité quadripartite des agences de presse, qui associe la New York Associated Press, déjà concurrencée par la Western Associated Press depuis les années 1860. La Grande-Bretagne est reliée à Hong Kong depuis juin 1871 et depuis 1878 à l'Australie. Ce traité sera profondément réécrit par l'Alliance entre agences de presse de 1902, puis quasiment aboli lors de l'Accord du 26 août 1927 sur l'information.

### L'expansion internationale des années 1870
Havas et Reuters s'investissent plus dans les innovations télégraphiques des années 1870 que l'Agence Continentale, discréditée en 1870 par l'affaire de la Dépêche d'Ems. De 1876 à 1879, malgré le Traité quadripartite des agences de presse, Havas s'attaque aux terres de l'Agence Continentale au sud-est de l'Europe, en installant des correspondants à Belgrade, Bucarest, Sofia et Constantinople, tout en étant représentée à Athènes. Dès le 30 juin 1876, lorsque éclate la guerre de la Serbie et du Monténégro contre la Turquie, Havas veut en savoir plus sur ce conflit, même si Reuters refuse d'envoyer un correspondant commun. En octobre 1876, après l'ultimatum russe à la Turquie, Havas se dit mécontente que l'Agence Continentale ait sous-traité la couverture des opérations à une agence officieuse russe, appelée tantôt « Agence générale russe », tantôt « Agence internationale », et qui n'assure pas un service satisfaisant.
Les reporters d'Havas débarquent à Saint-Pétersbourg en novembre, à Bucarest et Constantinople en décembre, puis à Roustchouk en avril 1877. Mission: assurer un service régulier pour Havas en pleine zone de l'Agence Continentale. Un contrat est signé à Saint-Pétersbourg avec l'agence russe officielle le 2 juin 1877. Puis c'est avec la Roumanie en juillet 1877 et avec la Bulgarie en 1879. Cette expansion à l'est suit l'effort d'investissement réalisé deux ans avant par Havas en Amérique du Sud, à partir de 1874, prélude à l'Histoire des agences de presse en Amérique du Sud. Elle s'effectue sur fond de progrès technologique, mouvement qui fait peur aux gouvernements, attachés à contrôler l'information. Graham Bell invente le téléphone dès 1875, même s'il faudra attendre encore douze ans pour la première ligne téléphonique Paris-Bruxelles. Dès octobre 1880, une dépêche télégraphique est transmise en trente-huit minutes de Melbourne à Londres.
Parallèlement, à partir de juillet 1876, Havas exploite seule l’Amérique du Sud, après avoir déployé 9 bureaux en deux ans avec son associée Reuters. En 1875, le prix d'un mot pour le Brésil s'élève à 40 francs et le trafic ne dépasse pas 200 mots certains mois. Les recettes s'avèrent insuffisantes pour couvrir ces coûts. Havas insiste cependant, même si Reuters préfère alors se développer en Asie et dans le Pacifique, à l'exception cependant du Tonkin, où s'installe également Havas.

### La transformation en société anonyme de 1879
En 1879, juste après le vote des lois sur le télégraphe de 1878, Havas est transformée en société anonyme, période à partir de laquelle, l'agence se serait mise « sous la tutelle de la Banque de Paris et des Pays- Bas », selon Antoine Lefébure. Plusieurs des familles qui sont alors actionnaires le seront toujours trente ans plus tard, mais ce n'est pas le cas de celle du banquier Jacques Laffitte.
La société est valorisée 8,5 millions de francs, avec 7,5 % du capital cédé au baron Émile d'Erlanger. La publicité est regroupée alors dans la Société générale des annonces. Les deux entreprises demeurent étroitement liées : mêmes dirigeants et mêmes familles actionnaires (Lebey, Cerf, Lagrange, Fauchey et Laffite). Mais les statuts sont différents : la SGA est une société en commandite, Havas une société anonyme. 
Cette claire séparation entre l'information et la publicité ne durera que 41 ans. En 1920, la Société générale des annonces sera entièrement absorbée par l'Agence Havas, les deux entreprises ne font plus qu'une. Une décision obtenue par Léon-Prosper Rénier, qui deviendra, en 1924, directeur et président du conseil d'administration de l'agence, poste conservé jusqu'à la Libération. Jusque-là, il s'agissait essentiellement d'un poste honorifique, occupé par un autre célèbre publicitaire français, Charles Laffite, neveu et héritier de Mathieu Laffite. Charles Laffite avait directement sous ses ordres deux vice-présidents opérationnels, Léon-Prosper Rénier pour la publicité et Charles Houssaye pour l'information.
La branche information profite aussi du développement de la Bourse de Paris. Dix ans plus tard, la Bourse bénéficiera en tout premier lieu à la branche publicité, générant des conflits d'intérêts : le désir de capter la publicité financière lors d'opérations géantes, comme le placement dans le public des emprunts russes se fait au détriment de la neutralité de l'information. Selon l’historien Antoine Lefébure, « Havas a été l'un des principaux instigateurs de la corruption de la presse française par des gouvernements étrangers », même si ce problème était déjà très ancien. Le journaliste Ernest Merson, rédacteur en chef de l'Union bretonne de Nantes, est ainsi bénéficiaire d'une subvention gouvernementale dès 1862.

### Années 1880 et 1890: Havas en difficulté
Protégée par le gouvernement français depuis le Second Empire, Havas est moins exposée à la concurrence intérieure que Reuters, qui doit partager son marché international avec la Central Press depuis 1863 et le marché anglais avec la Press Association depuis 1868. Un troisième concurrent britannique à Reuters apparaîtra même en 1890 à Londres : l'agence Dalziel. En France, seul Georges Fournier a créé en 1874 l'agence de presse Fournier, au capital de 1,5 million de francs, mais il se cantonne au strict terrain de l'information financière.
Les années 1880 sont plus difficiles pour Havas : de nombreux quotidiens français n'hésitent pas à la concurrencer directement pour profiter des innovations technologiques de Walter P. Phillips et Émile Baudot. Les lois sur le télégraphe de 1878 ont abrogé le monopole d’État et instauré un tarif réduit pour les dépêches transmises de 16 heures à 10 heures. Les journaux réclament à l'administration des postes des « fils spéciaux », posés sur 8 800 kilomètres, qu'ils louent à Havas ou exploitent directement. Témoin du succès de cette Petite presse aux ambitions nouvelles, le Petit Lyonnais qui tire à 120 000 exemplaires face à 5 concurrents et s'ouvre largement à l'actualité internationale, ou encore La Petite Gironde, dont le directeur Jules Chapon crée en 1884 une rédaction parisienne qui devient l'Agence télégraphique républicaine en 1885, regroupant les déçus d'Havas.
Les lecteurs parisiens réclament eux aussi des contenus moins institutionnels et s'inspirant du nouveau journalisme américain, plus vivant, plus neutre et plus nourri de reportages, mis à l'honneur à Cleveland et Détroit par l'Empire de presse Scripps-Howard. Pour répondre à cette demande, le journaliste Samuel S. Chamberlain, secrétaire de James Gordon Bennett junior, a lancé fin 1882 à Paris, The Morning News quotidien d'informations en langue anglaise. En 1884, il lance aussi Le Matin, également pour du « nouveau journalisme » à l'américaine mais, cette fois, francophone. Ces deux quotidiens s'abonnent aux nouvelles de la Central News britannique et s'alimentent au câble transatlantique posé par la Commercial Cable Company de John William Mackay et James Gordon Bennett junior, court-circuitant à moindre coût le réseau Reuters qui passe par Londres. Au même moment aux États-Unis, les différentes versions de l'Associated Press sont concurrencées par la création en 1882 de l'United Press.
Havas peine aussi à satisfaire la soif de nouvelles du monde manifestée par le journal Le Temps, modelé en partie sur The Times, le prestigieux quotidien britannique. Le succès de ces différents titres parisiens inquiète Havas, qui lance un concurrent au quotidien Le Matin. Ce sera Le Matin français, qui est lui abonné aux services de l'agence française et dirigé par Alfred Edwards, transfuge du Matin. Le nouveau titre annonce que ses informations « au lieu d'être spécialement anglaises, seront plus également réparties sur toutes les surfaces du globe ». Les deux Matin ne fusionnent qu'en 1887. Havas décide de fournir des informations supplémentaires de l'étranger aux quotidiens qui le souhaitent, sous forme d'un « service spécial », dont le contenu est repris dans le service général, mais sous forme plus réduite. Londres doit y contribuer à hauteur de 200 à 1 000 mots par jour, Rome pour 80 à 400 mots, Berlin 120 mots et Bruxelles de 50 à 200 mots par jour. 
Peu de temps après, c'est la concurrence de l'agence Dalziel, fondée en 1890 à Londres, mais qui ouvre des bureaux à Paris, Berlin et Genève dès 1891. Profitant des contacts au Journal des débats de Jules-Hippolyte Percher, l'ami de Paul Crampel, elle s'implante aussi en Afrique, en Tunisie et en Algérie et s'assure une liaison directe avec New York grâce à la Compagnie française du télégraphe de Paris à New-York d'Augustin Pouyer-Quertier. Ainsi, les journaux de James Gordon Bennett junior ne sont ainsi plus les seuls à bénéficier d'un lien direct avec New York. Accusée de favoriser l'Angleterre, l'agence Dalziel, qui bat souvent Havas sur des faits divers à sensation, se heurte cependant rapidement à un tir de barrage nationaliste des principaux quotidiens clients d'Havas et elle doit fermer ses portes en 1893.

### Années 1890: le conflit avec l'agence Continentale se durcit
La couverture des élections allemandes de 1887 par l'agence Continentale (AC) étant jugée trop favorable au gouvernement de Bismarck, les deux quotidiens français les plus tournés vers l'actualité internationale, Le Soleil et Le Temps envoient à Berlin leurs propres correspondants. Deux mois après, nouvelles critiques contre l'AC après l'affaire Schnaebelé, incident diplomatique franco-allemand du 20 avril 1887.
De 1887 à 1889, Bismarck va tenter de « torpiller l'alliance existant entre les grandes agences » pour y substituer une « Triple alliance télégraphique », « qui échoue de peu ». L'agence Continentale n'a pas suivi l'expansion mondiale d'Havas et Reuters mais elle entend bien reconquérir par ce biais l'Europe de l'Est à Havas, grâce au Telegraphen Korrespondantz Bureau de l'Empire austro-hongrois, fondé en 1860 et à l'agence Stefani italienne. Havas avait acquis 50 % du capital de cette dernière en 1865, devenue en 1881 nationaliste sous la direction d'Hector Friedländer. Le président du conseil italien Francesco Crispi se fait le promoteur de la rupture avec Havas, accusée de propager des informations fausses ou tendancieuses, d'encourager la politique étrangère de la France.

### La marque des Lebey et des Houssaye
Lors de l'engouement des particuliers français pour les emprunts russes, le directeur d'Havas est Édouard Lebey, fils du directeur de la Société générale des annonces, Jacques-Édouard Lebey. Il fait savoir à la Russie qu'il est prêt à confondre les deux activités, information et publicité, afin de mieux convaincre les Français de souscrire : « l'agence Havas peut obtenir ce résultat non seulement par la publicité payante mais aussi par ses dépêches qui sont reproduites par tous les journaux, et qui, dans les circonstances actuelles, peuvent favoriser grandement l'entente franco-russe », écrit-il. Avec son bras droit Henri Houssaye (Havas), il fait installer sur le toit de l'agence un mât de TSF dès 1896. Sous l'impulsion d'Édouard Lebey, dans certains pays, Havas déborde de son activité de presse pour se lancer dans le commerce et l'immobilier.
Charles Houssaye, neveu d'Henri, monte à Paris en 1896 à l'âge de 26 ans, puis est envoyé très rapidement à Buenos Aires pour tisser un réseau d’agences et de correspondants à travers toute l’Amérique du Sud, dans le cadre du « partage du monde » entre les grandes agences. Son oncle Henri Houssaye devient directeur en 1900 et doit démissionner en janvier 1914. Charles Houssaye, à 37 ans reprend alors la direction d’Havas, après avoir occupé pendant un an la direction de l'information au sein d'un triumvirat. Assisté par André Meynot, directeur du service étranger d'Havas, il renforce les liens entre Havas et Radio-Paris, accueilli dans les locaux de l'agence, place de la Bourse.
En 1908, l'agence Havas a 400 correspondants en France et 40 bureaux à l'étranger. En 1912, elle installe un bureau permanent à Rabat puis en 1913, c'est un correspondant permanent à New York et à Saint-Pétersbourg. En 1914, Havas emploie 350 personnes au siège et une centaine à l'étranger. Le premier contrat entre La Presse Canadienne et l'agence Havas sera signé en 1930, année où l'agence produit en moyenne 80 000 mots par jour, 100 000 au maximum sur l'ensemble de ses destinations. En 1918, se crée une nouvelle concurrente, disposant de liens en Grèce, l'agence Radio.

### Années 1920: opportunités ratées en Europe et en Asie, rideau en Amérique latine
Lors de l'Armistice de 1918, Havas est favorisée par le démantèlement imposé à l'agence Continentale allemande et au Telegraphen Korrespondantz Bureau autrichien. Les agences nationales qui succèdent à ce dernier, la Magyar Távirati Iroda (MTI) en Hongrie, la Česká tisková kancelář (CTK) en Tchécoslovaquie et l'agence Rador en Roumanie doivent s'allier avec Havas, qui n'a pas su empêcher leur éclosion au début des années 1920. En Turquie, elle est même évincée par l'agence Anadolu dès 1923. Elle perd ensuite l'agence de presse Fabra en Espagne en 1926, sans regagner l'agence Stefani en Italie. Seul succès, la Suisse, vers laquelle Havas diffuse 100 000 mots par jour dès 1923, soit un doublement en dix ans.
La rivale Reuters s'est affaiblie dans ses bastions, l'Asie et le Commonwealth, discréditée pour avoir relayé à outrance la propagande de guerre du gouvernement britannique. L'agence française tente d'en profiter en lançant en 1924 l'Agence radiotélégraphique de l'Indochine et du Pacifique, dotée d'un puissant émetteur à Saïgon mais sans percer. D'autres le font mieux qu'elle. En Chine, la Central News Agency, créée en 1924 par les nationalistes du Kuomintang ne réalisera des échanges avec Havas que plus tard. Au Japon, l'agence Kokusaï a cessé en 1923 de constituer une simple filiale de Reuters et devient la coopérative de journaux japonais Shimbum Ringo, indépendante, qui ne traite avec Havas qu'en 1931, pour un échange de services radio. Reuters recule aussi en Australie face au United Service créé en 1911 par Keith Murdoch, qui s'est retourné vers un nouvel allié à l'Australian Press Association. Recul également au Canada, après l'apparition en 1923 du British United Press et la transformation en coopérative de La Presse Canadienne, la même année. Mais au Québec francophone, Havas ne parviendra à signer un contrat avec le quotidien La Presse, fondé depuis 1884, qu'en 1930. Et à partir de 1925, Reuters se transforme à son tour en coopérative de journaux, contrôlée par la Press Association, et remonte la pente dans plusieurs de ses anciennes zones fortes.
En Amérique latine, où les allemands avaient tissé des liens avant-guerre, c'est au contraire Havas qui est pénalisée dès 1918, discréditée par la propagande diffusée pendant la guerre. Les quotidiens chiliens se passent de ses services, ceux d'Argentine préfèrent les agences américaines, et les Mexicains sont alimentés en informations gratuites par des officines allemandes. Les recettes sont « insignifiantes » au Pérou, en Équateur, au Mexique et en Colombie. Même au Brésil, elles ne couvrent pas les dépenses. Le Quai d'Orsay s'alarme de cette situation et propose de subventionner Havas, mais sans pouvoir enrayer la chute. L'agence doit fermer son service « Amérique latine » pendant deux ans en 1922. Le déficit dans cette région est ensuite comblé par l'État, via un crédit mensuel qui atteint 300 000 francs en 1930.
En France, tout comme les Messageries Hachette et les 4 grands quotidiens, Le Journal, Le Matin, le Petit Journal et Le Petit Parisien, Havas milite pour la défense des situations acquises et profite surtout de la très forte croissance de sa branche publicité, qui déménage du 8 place de la Bourse au 62 rue de Richelieu. À la direction, le commercial Léon-Prosper Rénier table alors sur une multiplication par deux ou par quatre des budgets des grands annonceurs, dans une France d'après-guerre où tout est à reconstruire, y compris la notoriété des marques.
Dès 1920, la fusion avec la Société générale des annonces permet un apport de 10 millions de francs, sous forme de 20 000 actions de 500 francs, sans compter les biens immobiliers et le fonds de commerce, qui prend de la valeur avec le succès de la publicité. Le capital passe à 27,7 millions de francs en 1921, pour le réévaluer car il n'avait pas bougé depuis l'entrée en Bourse de 1879. En 1922, c'est 37 millions de francs, puis 50 millions de francs en 1924, 80 millions de francs en 1927 et 105 millions en 1930. « Compte tenu de la dépréciation du franc », les moyens de la société sont supérieurs, à partir de 1927, à ce qu'ils étaient en 1921. Mais l'énorme manne publicitaire découlant de la forte croissance économique des années 1920 n'a pas permis à la branche information de gagner de parts de marché.

### Les projets avortés du Front populaire
Après le Krach de 1929, Havas est perçue comme un pilier de « l'oligarchie financière », censément aux ordres des « deux cents familles ». La branche information, exsangue, couvre à peine ses frais sur l'année 1929 alors que la branche publicité a elle progressé de 80 % en quatre ans, dopée par la publicité financière des années 1920 et affichant un bénéfice de 23,5 millions de francs. Elle perdra ensuite des parts de marché pendant la Grande Dépression, pour ne plus détenir en 1936 que le tiers de la publicité française.
En 1936, le gouvernement de Front Populaire de Léon Blum combat Havas, lui reprochant d'avoir pris le contrôle en 1934 du quotidien Le Journal, jugé responsables de la campagne de presse qui a poussé au suicide le ministre de l'Intérieur Roger Salengro. Le directeur de ce quotidien, Pierre Guimier, administrateur d'Havas, est le bras droit du président Léon-Prosper Rénier. L'agence avait pourtant pour politique officielle ne pas investir dans une société éditrice d'un titre abonné à ses services, afin de ne pas donner l'impression de favoriser certains clients. Mais ce principe, proclamé jusqu'en 1877, avait déjà subi de nombreuses entorses. La dernière est d'autant plus mal vécue que la branche information d'Havas est devenue un gouffre financier : le déficit atteint 1,25 million de francs sur l'année 1935, après 0,8 million de francs en 1934.
Léon Blum propose alors de séparer Havas en deux entreprises bien distinctes: publicité d'un côté, information de l'autre. Mais Léon-Prosper Rénier lui répond que ce serait condamner la branche information, en déficit depuis six années consécutives. Pour lui, Havas-Information est « un panache, un magnifique panache » et les historiens lui attribuent le souhait d'effectuer « au besoin des sacrifices, ainsi qu'on le fait pour une maitresse flatteuse ou pour une écurie de course qui parfois rapporte un grand prix ». C'est aussi sous Léon Blum, soucieux de rester à l'écart de la Guerre d'Espagne, qu'est diffusée la très controversée Dépêche Havas de Guernica, réécrite par Saint-John Perse.
L'Agence Havas de cette période a aussi été critiquée pour avoir été tentée de transformer son réseau en service d'information pour l'administration, préfets et diplomates, agents consulaires mais aussi agents « de renseignement ». Ainsi, le bureau Havas à Tokyo, qui a réussi en 1932 à signer un contrat avec la coopérative de presse japonaise Shimbum Ringo, l'ex-agence Kokusaï, est accusé en 1939 de s'être transformé en maillon de la toile tissée par l'espion soviétique Richard Sorge. Ce dernier avait édifié un réseau pour collecter, via des contacts avec des politiciens influents, des informations sur la politique étrangère du Japon.
Ensuite, les dirigeants d’Havas se compromettent pendant l'occupation allemande. Ses propriétaires et dirigeants seront sanctionnés à la Libération, qui voit démarrer l'histoire de l'Agence France-Presse, appelée à lui succéder.

## Chronologie résumée des relations entre agences
- Années 1830 : Havas esquisse son monopole
- Années 1840 : Havas bâtit son monopole en Europe
- Années 1850 : Havas confirme son monopole : Reuters et l'Agence Continentale (AC) restent spécialisées
- Années 1860 : Havas partage son monopole avec Reuters et l'AC depuis 1859. La Western Associated Press concurrence la New York Associated Press depuis la guerre de Sécession
- Années 1870 : Havas bat l'AC en Europe depuis la Dépêche d'Ems. Laisse l'Asie à Reuters, versus l'Amérique latine. Central News et le Telegraph Act de 1869 stimulent la demande
- Années 1880 : Havas, Reuters et l'AC battues par des quotidiens, la New York Associated Press par l'United Press (association)
- Années 1890 : Havas et Reuters concurrencées par l'Associated Press unifiée et le projet de « Triple Alliance »
- Années 1900 : Havas et Reuters battues par l'Associated Press enrichie
- Première Guerre mondiale : faillite de Reuters, l'AC et Korbureau démembrés
- Années 1920 : Havas supplante le Korbureau en Europe, concurrencée ailleurs par l'United Press, qui bat Reuters en Asie et dans le Commonwealth
- Années 1930 : Havas déficitaire pendant six ans dans l'info. Reconquête de Reuters dans le Commonwealth
- Années 1940 : AFP (ex-Havas) règne en Afrique, Reuters sur le Commonwealth
- Années 1950 : expansion de Reuters grâce au Comtelburo
- Années 1960 : forte expansion de Reuters grâce au Stockmaster